# Yoshiko Kuga
Yoshiko Kuga (久我 美子 Kuga Yoshiko?,  21 de enero de 1931 – 9 de junio de 2024), fue una actriz japonesa.

## Vida y carrera
Kuga nació en Tokio, Japón. Su padre, Michiaki Koga (久我通顕?), era un marqués y miembro de la Cámara de los Pares.
En 1946, mientras aún asistía a la Escuela Secundaria Gakushuin, se convirtió en actriz para los estudios Toho. En junio de 1946, Toho patrocinó una búsqueda de "nuevas caras", eligiendo a Kuga como una de las 48 nuevas actrices y actores de entre 4,000 solicitantes. En 1947, debutó como una de las actrices principales en la película omnibus Cuatro historias de amor (四つの恋の物語 Yottsu no Koi no Monogatari?). Fue una de los actores activos en la huelga de sindicato de 1948 en los estudios Toho. En los años 1950, comenzó a trabajar de forma independiente y protagonizó muchas producciones de los estudios Shochiku bajo la dirección de Keisuke Kinoshita. Otros directores importantes incluyen a Kenji Mizoguchi (La mujer en boca de todos), Yasujirō Ozu (Equinox Flower) y Tadashi Imai (An Inlet of Muddy Water). En 1954, cofundó la compañía de producción cinematográfica Ninjin Club (Bungei purodakushon ninjin kurabu) con las actrices Keiko Kishi e Ineko Arima para mejorar las condiciones de trabajo de los actores dentro del sistema de estudios. Desde los años 1970, apareció principalmente en televisión y en el teatro.
Kuga estuvo casada con el actor Akihiko Hirata desde 1961 hasta su muerte en 1984. Falleció de neumonía por aspiración el 9 de junio de 2024, a la edad de 93 años.

## Familia y parientes

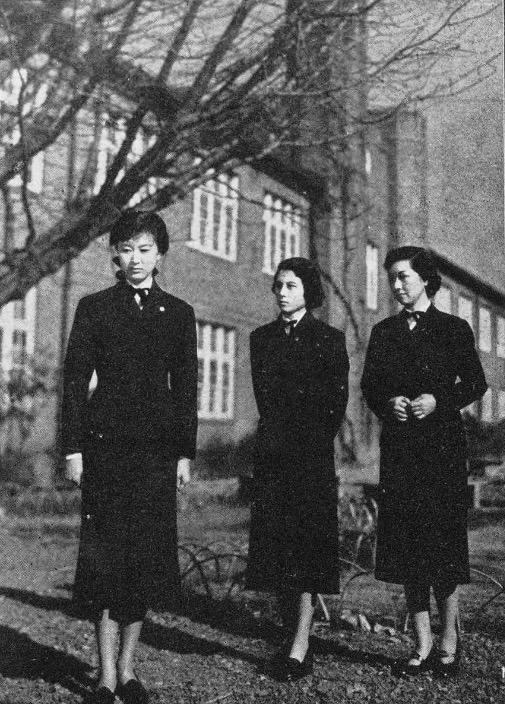
Yoshiko Kuga, 1954

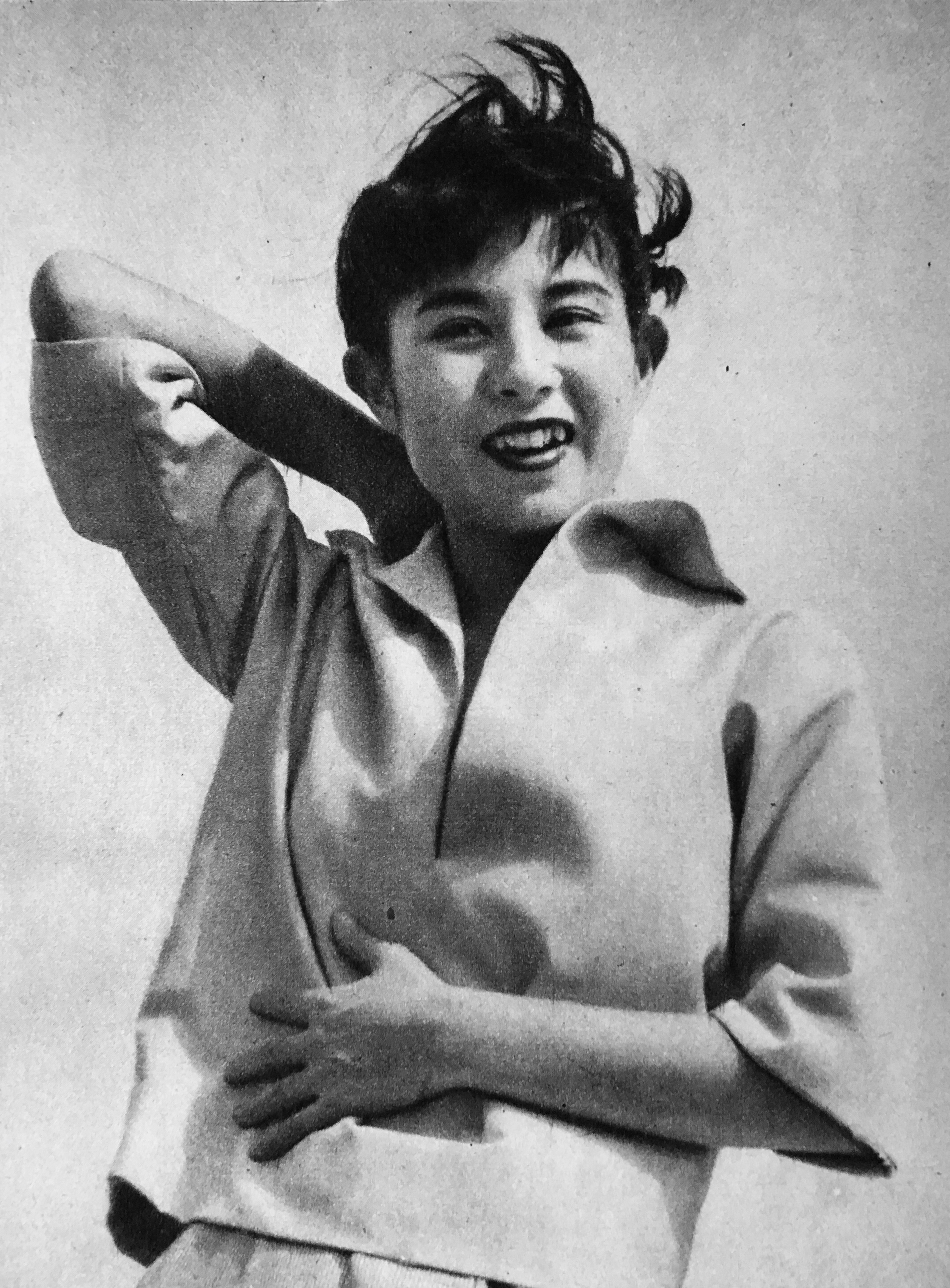
Yoshiko Kuga, 1954

La familia Koga es una prestigiosa casa de la nobleza japonesa que desciende del príncipe imperial del emperador Murakami, el príncipe Tomohira. Sus orígenes se remontan al período Heian (siglo X). En una era dominada por el clan Fujiwara, Tomohira destacó al alcanzar los altos cargos de Ministro de la Derecha y Gran Ministro de Estado, a pesar de no pertenecer al mencionado clan. Posteriormente, durante el período Sengoku, Harumichi (hijo biológico de Fujiwara no Hisanobu) fue adoptado por Tsunemitsu y se convirtió en su sucesor. Dentro de la jerarquía de la nobleza japonesa, que va desde la primera clase ("Sekke") hasta la "Casa Meika", la familia Koga ocupaba la segunda clase, conocida como "Seigake", y era la principal familia dentro de este grupo.
El abuelo Tsunemichi (hijo ilegítimo del duque Koga Michihisa y una mujer plebeya, Nakamura Manko) fue marqués y miembro de la Cámara de los Pares. Nació en 1873 y falleció en 1950. Su abuela Masa también era de origen plebeyo. El padre, Tsunetomi, fue marqués y miembro de la Cámara de los Pares, falleciendo en 1982. La madre, Yoshie, provenía de la familia Shinozaki, que tenía una tienda de artículos de carey en Nihonbashi. Sobre su matrimonio con Tsunetomi, Yoshie relata que, debido a las diferencias de estatus, el Ministerio de la Casa Imperial investigó exhaustivamente sus antecedentes. Su hermano, Makoto Tsunetomi, nacido en 1926, es el actual jefe de la familia, 37º jefe de la familia Dogen Zenji, presidente de la Asociación de Música Tradicional Do, y miembro del grupo de haiku "Oza" bajo el seudónimo de Koga Tomomichi. Su esposo, Akihiko (actor), nació en diciembre de 1927 y falleció en julio de 1984, y no tuvieron hijos. Otros miembros notables de la familia incluyen a su tía Michiko (esposa del financiero Igarashi Saiichi), su tío Natsume Michiyoshi (crítico), y su hermana Masue (esposa del director de cine Imai Yugoro). Su tía abuela, Matsuura Tokuko, era hermana política de la Emperatriz Kōjun. Su madre, Setsuko, era la tercera hija del duque Koga Michihisa y hermana de Tsunemichi, y su padre era el vizconde Matsuura Yasushi.

## Filmografía seleccionada

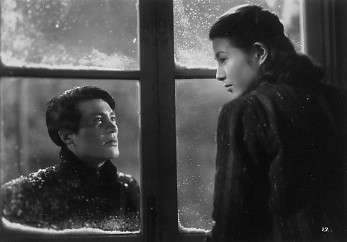
1950: Hasta que nos volvamos a encontrar (dir. Tadashi Imai)

1959: Good Morning (dir. Yasujirō Ozu)

### Cine
- 1948: El ángel ebrio (dir. Akira Kurosawa)
- 1950: El destino de la señora Yuki (dir. Kenji Mizoguchi)
- 1950: Hasta que nos volvamos a encontrar (dir. Tadashi Imai)
- 1951: El idiota (dir. Akira Kurosawa)
- 1953: Hermano y hermana (dir. Mikio Naruse)
- 1953: An Inlet of Muddy Water (dir. Tadashi Imai)
- 1953: Carta de amor (dir. Kinuyo Tanaka)
- 1954: La mujer crucificada (dir. Kenji Mizoguchi)
- 1954: El jardín de las mujeres (dir. Keisuke Kinoshita)
- 1955: Shin Heike Monogatari (dir. Kenji Mizoguchi)
- 1956: The Rose on His Arm (dir. Keisuke Kinoshita)
- 1956: Farewell to Dream (dir. Keisuke Kinoshita)
- 1957: Yellow Crow (dir. Heinosuke Gosho)
- 1957: Elegía del norte (dir. Heinosuke Gosho)
- 1958: Equinox Flower (dir. Yasujirō Ozu)
- 1959: The Snow Flurry (dir. Keisuke Kinoshita)
- 1959: Good Morning (dir. Yasujirō Ozu)
- 1960: Cruel Story of Youth (dir. Nagisa Ōshima)
- 1961: Zero Focus (dir. Yoshitarō Nomura)
- 1961: The Story of Osaka Castle (dir. Hiroshi Inagaki)
- 1964: Whirlwind (dir. Hiroshi Inagaki)[8]
- 1989: Godzilla vs. Biollante (dir. Kazuki Ohmori) (cameo)
- 1997: Toki o Kakeru Shōjo (dir. Haruki Kadokawa)

### Televisión
- 1974–1975: Karei-naru Ichizoku (NET)[9]

## Premios
- 1954: Premio Mainichi de Cine a la Mejor Actriz de Reparto
- 1956: Premio Blue Ribbon a la Mejor Actriz de Reparto
- 1994: Premio Memorial Kinuyo Tanaka en los Mainichi Film Awards[10]
- 1995: Premio The Golden Glory